# カリュケ (衛星)
カリュケ（英語：Kalyke、確定番号：Jupiter XXIII）は木星の第23衛星である。
2000年11月23日に、スコット・S・シェパードが率いるハワイ大学の観測チームによって発見され、S/2000 J 2 という仮符号が与えられた。観測にはハワイ大学の望遠鏡が用いられた。衛星の発見は、その他の新しい木星の衛星の発見とあわせて、2001年1月5日に小惑星センターのサーキュラーで公表された。その後2002年10月22日に、ギリシア神話のゼウスの恋人カリュケーに因んで命名され、Jupiter XXIII という確定番号が与えられた。
カリュケの見かけの等級は21.8であり、アルベドを0.04と仮定した場合、カリュケの直径はおよそ 5.2 km と推定される。また、密度を 2.6 g/cm3 と仮定した場合、質量はおよそ 1.9 ×1014 kg と推定される。カリュケは、木星から2300万km前後の距離を逆行軌道で公転し、軌道傾斜角が 165° 前後の不規則衛星のグループであるカルメ群に属している。
2002年に、北欧光学望遠鏡およびMMT 天文台の 6 メートル望遠鏡を用いてカリュケの観測が行われた。その結果カリュケの表面は赤い色を示し、淡い赤色を示したカルメやタイゲテとはやや異なる特徴を持つことが判明した。一連の観測ではその他のカルメ群の衛星はヒルダ群や木星のトロヤ群に起源を持つと思われるD型小惑星と似た特徴を示したのに対し、カリュケのみはD型小惑星とみなすには赤すぎる色を持つことが指摘された。そのため、カルメ群を形成する衝突にはケンタウルス族や太陽系外縁天体起源の天体が関与しているか、あるいはいくつかの不規則衛星は著しい表面進化を経験したのだろうと推測する科学者もいる。